# Messier 78
Tinh vân Messier 78 (còn gọi là M 78 hay NGC 2068) là tinh vân phản xạ trong chòm sao Lạp Hộ. Nó được Pierre Méchain phát hiện vào năm 1780 và Charles Messier đưa vào danh lục các thiên thể giống sao chổi trong cùng năm đó.
M78 là tinh vân khuếch tán sáng nhất trong nhóm tinh vân bao gồm NGC 2064, NGC 2067 và NGC 2071. Nhóm này thuộc về Tổ hợp đám mây phân tử Lạp Hộ nằm cách Trái Đất 1.600 năm ánh sáng. M78 có thể dễ dàng nhìn thấy qua kính thiên văn nhỏ như một tấm mờ gồm hai sao có cấp sao biểu kiến 10. Hai ngôi sao này, HD 38563A và HD 38563B, chiếu ánh sáng phản xạ lên tinh vân M78.
Khoảng 45 sao biến quang kiểu T Tauri, cũng như những sao trẻ đang trong quá trình hình thành gồm 17 thiên thể Herbig-Haro được phát hiện trong M78.